# Дванадцять монограм (яйце Фаберже)
Імператорське великоднє яйце «Дванадцять монограм» — ювелірний виріб фірми Карла Фаберже, виготовлений на замовлення російського імператора Миколи II у 1895 році. Було подароване імператором матері Марії Федорівні на Великдень 1895 року.